# 索斯 (洛特-加龙省)
索斯（法語：Sos，法語發音：[sɔs]）是法国洛特-加龙省的一个市镇，属于内拉克区。

## 地名
该地名“Sos”发音为[sɔs]，末尾字母“s”发音，《世界地名翻译大辞典》与《世界地名译名词典》将其误译作“索”。

## 地理
索斯（44°2'33"N, 0°8'25"E）面积52.89 平方千米，位于法国新阿基坦大区洛特-加龍省，该省份为法国西南部内陆省份，北起多爾多涅省，西接吉倫特省和朗德省，南至热尔省，东临塔恩-加龙省和洛特省。
与索斯接壤的市镇（或旧市镇、城区）包括：雷奥利斯、圣佩-圣西蒙、阿尔克斯、埃斯卡朗、兰贝兹和博迪耶茨、普德纳、圣莫尔德佩里亚克。
索斯的时区为UTC+01:00、UTC+02:00（夏令时）。

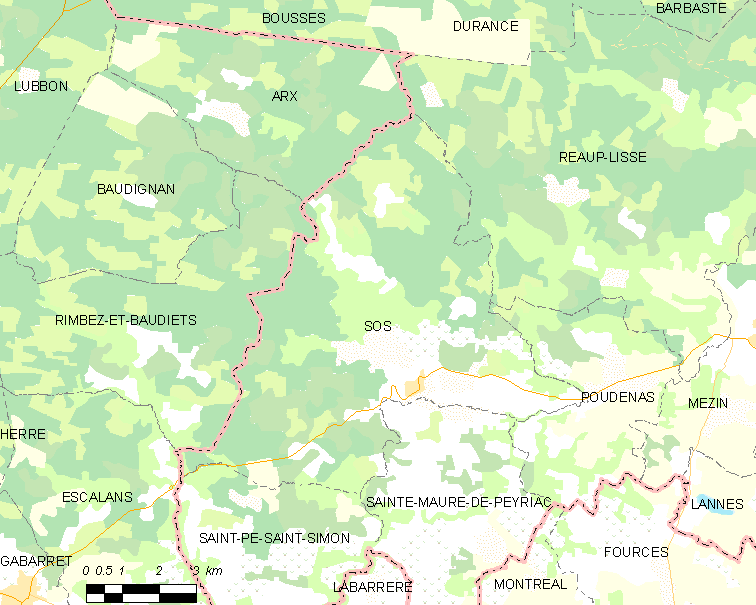
索斯的OSM定位图

## 行政
索斯的邮政编码为47170，INSEE市镇编码为47302。

## 政治
索斯所属的省级选区为阿尔布雷县。

## 人口

1962-2008年间索斯人口变化图示

索斯于2022年1月1日时的人口数量为659人。